# Harry Keaton
Harry Keaton (* 15. April 1969 in Frankfurt am Main als Harald Helmut Kurz) ist ein deutscher Zauberkünstler, Moderator und Autor.

## Biografie

### Ausbildung
Keaton studierte an der Johann-Wolfgang-Goethe-Universität Frankfurt am Main Germanistik sowie Theater-, Film- und Fernsehwissenschaft. Mithilfe eines Stipendiums studierte er ein Jahr am Trenton State College (New Jersey). Parallel dazu absolvierte er ein Praktikum beim Fernsehsender CBS (Columbia Broadcasting System) in New York. Nach Berichterstattungen für verschiedene Lokalzeitungen vertiefte er im Deutschen Fachverlag seine journalistischen Erfahrungen. Er promovierte 1994 magna cum laude mit einer sprachwissenschaftlichen Analyse über Fernseh-Kommentare zur deutschen Wiedervereinigung.

### Künstlerisches Wirken
1983 wurde Keaton Mitglied im Magischen Zirkel von Deutschland. Ein Jahr später belegte er bei den deutschen Meisterschaften den 2. Platz in der Sparte Comedy-Magie. Seine Heimatstadt Dreieich verlieh ihm den Kulturellen Förderpreis, ebenso der Landkreis Offenbach. 1994 erfolgte sein Debüt vor Prinz Charles und König Konstantin von Griechenland. In Jürgen von der Lippes Sendung Geld oder Liebe wurde er 1997 zum Publikumsliebling gewählt. Sat.1 übertrug im Jahr 2002 seine Vorhersage für das Ergebnis der Bundestagswahl. Im Rahmen einer UNESCO-Gala präsentierte er sein Programm vor Alt-Bundeskanzler Helmut Kohl. 2006 sagte er als Mentalmagier im ZDF das Endergebnis einer Fußball-WM richtig vorher.
Bei seinem Auftritt als „Glasbrecher“ in der Sendung Supertalent ließ er mental unterschiedliche Gläser und eine Glasscheibe zerspringen. Inspiriert wurde er dabei von der Kunstfigur Oskar Matzerath im Roman Die Blechtrommel.
Von 2008 bis 2012 präsentierte er das Programm Liebeszauber, gesponsert vom Süßwaren-Hersteller Haribo. Im Rahmen dieser Zusammenarbeit trat er mehrmals mit Thomas Gottschalk auf. 2010 war er erstmals in der ARD-Sendung Verstehen Sie Spaß? zu sehen. Keaton ist der erste deutsche Zauberkünstler, der auf einer Briefmarke abgebildet ist – sie wurde im Südsee-Staat Mikronesien veröffentlicht.
2012 inszenierte der Künstler auf dem Lichterfestival Luminale in Frankfurt am Main im Gallileo Art Tower den Abschied von der Glühlampe. Dabei zeigte er magische Effekte rund um das Thema Licht. In der Burg Hayn inszenierte er 2014 das Grusel-Spektakel Abramakabra, unter anderen mit dem Comedian Konrad Stöckel. 2016 erschien im FAZ-Verlag Frankfurter Allgemeine Buch sein unterhaltsames Sachbuch über Politik und Zauberkunst: Wie der Minister die Jungfrau zersägte – Die heimlichen Parallelen zwischen Politik und Zauberei. Die deutsche Fachzeitschrift Magie widmete Harry Keaton im September 2017 die Titelstory. In den Jahren 2013 bis 2018 tourte Keaton mit der Show Das magische Klassenzimmer durch Deutschland.
Bei einem Auftritt in Las Vegas veränderte er die Wahrnehmung der bekannten Schauspielerin Alyson Hannigan. Der Auftritt wurde 2019 in der Fernsehsendung Penn & Teller: Fool Us ausgestrahlt. Für diese Brain-Magic erhielt Keaton von dem Zauber-Duo Penn & Teller die Fool-Us-Trophäe. Seit mehreren Jahren bereitet er die Show The Brain vor. In der Show werden Erkenntnisse aus der Hirnforschung unterhaltsam präsentiert. Harry Keaton kombiniert hierfür Mentalmagie, Gedächtniskunst, Texte und Holografie.
Der Bergsträßer Anzeiger urteilt über die Vorpremiere zur Show: „Eine unterhaltsame Reise durch die Potenziale des menschlichen Gehirns, die von faszinierender Gedächtnisakrobatik und Kollisionen mit unerklärlichen Phänomenen geprägt war.“ 2020 wurde der Künstler in den inneren Kreis des Vereins Freunde der Zahl Pi aufgenommen.

### Soziales Engagement
Keaton engagiert sich mit unentgeltlichen Auftritten für die Krebsnachsorgeklinik Tannheim. Er unterstützt die Frankfurter Hilfsorganisation Streetkids International e.V. Die Initiative baut Waisenhäuser und Schulen in Tansania.

## Bücher
- Die Wiedervereinigung im Spiegel der „Tagesthemen“ – Kommentare von 1988 bis 1992. Johann Wolfgang Goethe-Universität Frankfurt am Main, 1996.(Dissertation)
- Wie der Minister die Jungfrau zersägte – Die heimlichen Parallelen zwischen Politik und Zauberei. Frankfurt am Main 2016, ISBN 978-3-95601-160-3.

## Belege
1. ↑   (Seite nicht mehr abrufbar, festgestellt im Januar 2024. Suche in Webarchiven)  Info: Der Link wurde automatisch als defekt markiert. Bitte prüfe den Link gemäß Anleitung und entferne dann diesen Hinweis. In: handelsblatt.com
2. ↑  https://www.uni-frankfurt.de/44662859/Einblick_Ausgabe_11_2010.pdf
3. ↑  https://www.morgenweb.de/bergstraesser-anzeiger_artikel,-zwingenberg-reine-kopfsache-ein-hirn-auf-hochtouren-_arid,1698064.html

| Personendaten    | Personendaten                                 |
| ---------------- | --------------------------------------------- |
| NAME             | Keaton, Harry                                 |
| ALTERNATIVNAMEN  | Kurz, Harald Helmut (Geburtsname)             |
| KURZBESCHREIBUNG | deutscher Zauberkünstler, Moderator und Autor |
| GEBURTSDATUM     | 15. April 1969                                |
| GEBURTSORT       | Frankfurt am Main                             |